# Rico Rodriguez
Rico Rodriguez (pravo ime Emmanuel Rodriguez), jamajški pozavnist in skladatelj, * 17. oktober 1934, Kingston, Jamajka, † 4. september 2015, London, Združeno kraljestvo
Rico, poznan tudi pod vzdevkoma Reco in El Reco, je bil eden ključnih akterjev prvega ska vala, kjer je ob boku izvajalcev, kot so Prince Buster, The Skatalites in Byron Lee & the Dragonaires pomagal definirati takrat novonastalo zvrst ter omogočil njeno priljubljenost in razvoj v ZDA ter predvsem v Združenem kraljestvu. Njegova glasba pa nikakor ne obsega zgolj skaja, saj je skozi celotno ustvarjanje globoko posegal vsaj še na področji reggaeja in jazza ter dodajal elemente afriških glasbenih prvin.

## Odraščanje in glasbeni začetki: 1940–1969
Glasbeno pot je začel pri šestih letih, med šolanjem v Alpha Boys School, ustanovi pod vodstvom nun, kjer so se šolali predvsem otroci mater samohranilk, ki drugače ne bi prišli do osnovne izobrazbe. V šoli, kjer je bil dan velik poudarek na glasbeno izobrazbo (predvsem takratni ameriški jazz in swing), ga je vzel pod okrilje in naučil igrati pozavno dve leti starejši sošolec Don Drummond, kasneje tudi sam eden vidnejših predstavnikov prvega ska vala, kot član skupine The Skatalites.
V petdesetih je Rodriguez najprej nadgradil glasbeno znanje na glasbeni šoli Stoney Hill Music School, kjer je prišel v stik z ameriško jazz sceno, iz katere so nanj izrazito vplivali pozavnisti J.J. Johnson, Kai Winding in Frank Rosolino. V tem času se je s skupinami Clue J And The Blues Blasters, Eric Deans Orchestra  in Vere John's Opportunity Hour začel vse bolj uveljavljati v razvijajočem se ska gibanju. V ta čas segajo Ricovi prvi znani posnetki, sodeloval je med drugim s slavnim jamajškim producentom Clementom Seymourjem »Sirom Coxsoneom« Doddom. Kasneje se je tesneje glasbeno povezal z vsestranskim glasbenikom in duhovnim vodjo Countom Ossiejem, ter se pridružil njegovemu rastafarijaskemu taboru v jamajškem hribovju Wareika.
V poznih petdesetih se je Rodriguez že dodobra ustalil v domači glasbeni sceni, poleg Ossiejeve skupine Count Ossie's Group je sodeloval še v zasedbah Smith All Stars in Drumbago And His All Stars ter sodeloval s producenti kot so Dodd Duke Reid, Lloyd Daley, Harry Mudie, Prince Buster in Vincent Chin. Prav slednji mu je omogočil prvo samostojno izdajo - singel Rico Special. Leta 1961 izdana 7-inčna vinilka je leto pozneje doživela izid tudi v Londonu, kamor je Rodriguez, razočaran nad nizkimi prihodki poklicnega glasbenika na Jamajki (na pobudo China in veliko žalost Ossieja), konec leta emigriral.

## Prvi uspehi in mednarodna slava: 1970–1985
Zaradi selitve v britansko prestolnico mu ni bilo treba prekinjati svojega glasbenega ustvarjanja, saj ga je tam sprejela že dobro ustaljena jamajška manjšina, ki je poznala njegovo glasbo. V šestdesetih je tako večino časa preživel razpet med delom studijskega glasbenika in igranjem v londonski ska sceni. Po trditvah Sira Coxsonea Dodda naj bi v tem času Rico celo vplival na odločitev mladih Beatlesov, da so si po njegovem vzgledu pustili dolge lase, po tem ko so ga videli igrati na eni izmed »zahodnoindijskih« zabav. Igral je z veliko glasbeniki, med drugim s skupino Georgieja Famea Blue Flamers in se pojavljal na raznoraznih izdajah ključnih ska izvajalcev, kot so Prince Buster in Laurel Aitken.
Kljub temu, da je Rodriguez v letu 1969 izdal kar dva samostojna singla, Reco in Reggaeland in Blow Your Horn, mu glasbena kariera ni zagotavljala dovolj prihodkov, zato je bil stalno primoran poprijemati še za občasna druga dela. Prvo polovico sedemdesetih je večino časa preživel na poti s skupino The Undivided, ki so igrali kot podporna skupina znanim imenom reggaeja. S ponovnim prodorom založbe Island Records na tržišče reggaeja, ki je bil takrat na vrhuncu, pa se je Rico spet začel pojavljati v studijih, na primer na osmem albumu znamenitih Toots & the Maytals, Reggae Got Soul. V sodelovanju z omenjeno založbo je spoznal glasbenika Dicka Cuthella, ki mu je v vlogi tonskega tehnika pomagal posneti demo »Africa«. Pesem je prepričala lastnika založbe Chrisa Blackwella, da mu je omogočil snemanje samostojne plošče na Jamajki, kamor se je Rodriguez vrnil prvič po petnjastih letih.
Album Man from Wareika je bil posnet leta 1976, izdan pa leto kasneje, 1977. Na njem je sodelovala obilica najboljših jamajških glasbenikov, kot so Ansell Collins (klaviature), Bobby Ellis (trobenta), Richard »Dirty Harry« Hall (tenorski saksofon), Herman Marquis (altovski saksofon) in ena najbolj znanih ritem sekcij v zgodovini reggaeja, tandem Sly and Robbie (Sly Dunbar na bobnih in Robert Shakespeare na bas kitari); za tehnično (tonsko) podobo zvoka sta poleg Dicka Chutella skrbela Karl Pitterson in Errol Thompson, še dve znani imeni jamajške glasbe. Devet pesmi na plošči (dodana je tudi Africa, vendar se slogovno od drugih pesmi precej razlikuje) predstavlja do takrat še neznano glasbeno smer, ki sestoji iz tipičnih jamajških ritmov in Ricovega melodičnega, jazzovskega igranja pozavne. Nastali zvok tako pogosto označujejo kot jamajški jazz ali ska jazz.
Rodriguez si je odprl vrata na mednarodno glasbeno sceno, o čemer pričata povabilo Boba Marleya na evropsko turnejo in izid albuma Man from Wareika v ZDA, pod okriljem svetovno znane jazz založbe Blue Note Records. Osemdeseta so pomenila zanj sodelovanje v izoblikovanju še enega glasbenega toka, tokrat preporoda skaja, ki se je večinoma dogajal pod založniško hišo 2 Tone Records. Na povabilo The Specials je igral pri priredbi pesmi Rudy, A Message To You (sam je sodeloval že pri izvirniku Danndyja Livingstona), kar je kmalu preraslo v stalno delovanje v skupini (ne pa tudi v članstvo), kamor je pripeljal tudi, sedaj že več letnega glasbenega spremljevalca, Dicka Cuthella. S skupino The Specials je tako izdal dva albuma, sodeloval pa je s še eno velikih skupin gibanja 2 Tone, The Selecter.  
Po tem, ko z matično založbo Island Records, zaradi nezadovoljstva z njihovim delom, ni obnovil pogodbe, so zagrabili priložnost tekmeci 2 Tone in Chrysalis, kjer je Rico, pod občutno boljšimi pogoji, najprej leta 1980 izdal singel Sea Cruise, leto pozneje pa še album That Man Is Forward. V naslednjih dveh letih je koncertiral s svojo skupino in še naprej sodeloval z znanimi imeni reggaeja (Linton Kwesi Johnson, Mickey Dread, Burning Spear, The Congos) in popa (Joan Armatrading, John Martyn, Paul Young). V komercialnem smislu je najbolj odmevala skladba slednjega, Love Of The Common People, na kateri je Rico prispeval solistični vložek; prav tako pa je v ponovnem sodelovanju z The Specials zaigral solo za pesem Ghost Town, ki še danes velja za enega najboljših trobilskih solov v zgodovini popularne glasbe. Leta 1982 se je, naveličan stalnih turnej in slave, vrnil živeti v hribovje Wareika na Jamajki in se umaknil iz javnega življenja.

## Povratek v Evropo in zadnja leta: od 1985
Po šestih letih Ricove odsotnosti z glasbenega prizorošča, ga je na Jamajki poiskala skupina švicarskih glasbenikov, s predlogom o sodelovanju, kar se je usresničilo leto dni pozneje, ko je zaigral z njimi v Švici pri projektu Heart Beat Band. Pot ga je vodila nazaj  v Londonu, kjer pa do devetdesetih let ni nastopal, temveč je, po lastnih besedah, »zgolj raziskoval glasbo«. Leta 1990 se je pridružil skupini Jazz Jamaica, ki jo je ustanovil znani britanski jazzist z jamajškimi  koreninami Gary Crosby, kot že pove ime skupine samo, pa so igrali mešanico jazza in reggaeja.
Pozneje je koncertiral in snemal po celem svetu, med drugim tudi v Združenih državah Amerike in na Japonskem, kjer ima mnogo oboževalcev. V Nemčiji je izšel tudi posnetek samostojnega koncerta, prvi album »v živo« v njegovi karieri, You must be crazy. Do leta 2007 se je v glavnem pojavljal na manjših nastopih, potem pa je oznanil konec odrske kariere. 12. julija istega leta je v Buckinghamski palači prejel Red britanskega imperija, kar je tretje najvišje odlikovanje v Združenem kraljestvu. Živel je v Londonu, kjer je 9. septembra 2015 umrl, star 80 let.

## Izbrana diskografija
Prikazane so pomembnejše izdaje; obsežnejša Ricova diskografija (glej Jama Rico) obsega ogromno naslovov, saj je že pred odhodom v London snemal veliko singlov, zgolj za Princa Busterja naj bi jih, po lastnih besedah, posnel več kot dvesto.
1961:
- Rico's Special (izdano kot: Orch. feat. Rico: Rico Special in Rico Rodriquez: Rico's Special, obe 7" enostranski vinilki: Randy's 45 CR-62-6 /Jamajka)
- Reco's Farewell (tudi Rico's Farewell; izdano kot: Reco & Happy: Reco's Farewell b/w Skitter: A Little Mashin (7" vinilka: Island WI 022 /Velika Britanija)

1962:
- Rico's Combo: Midnight In Ethiopia b/w London Here I Come (7" vinilka: Planetone RC-1A; -1B /Velika Britanija)
- Rico's Combo: Youth Boogie b/w Planet Rock (7" vinilka: Planetone RC-5 /Velika Britanija)
- Rico's Combo: Gees Boogie b/w Hitch And Scramble (7" vinilka: Planetone RC-7 /Velika Britanija)

1963:
- Reco & His Blues Band: This Day (7" enostranska vinilka: Blue Beat BB 192-B /Velika Britanija)
- Rico & The Blue Beats: Soul Of Africa (7" enostranska vinilka: Blue Beat BB 200-B /Velika Britanija)

1964:
- Reco & The Creators: I'll Be Home (7" enostranska vinilka: Blue Beat BB 231 /Velika Britanija)

1967:
- Rico & His Band: You'll Be Lonely And Blue on The Train (7" enostranska vinilka: Blue Beat BB 383-B /Velika Britanija)
- Rico & The Invaders: Invaders At Carnival (7" enostranska vinilka: Columbia Blue Beat DB 106-B /Velika Britanija)

1968:
- Rico's All Stars: Wise Message (7" enostranska vinilka: Blue Cat BC 109-B /Velika Britanija)
- Reco & His Rhythm Aces: Return Of The Bullet (7" enostranska vinilka: Blue Cat BC 148-B /Velika Britanija)
- Reco & His Rhythm Aces: ZZ Beat (7" enostranska vinilka: Blue Cat BC 150-A /Velika Britanija)
- Reco Rodriguez: Blue Socks b/w Solas Market (7" vinilka: Nu Beat NB 015 /Velika Britanija)
- Reco Radregez: Tenderfoot Ska b/w Memories (7" vinilka: Pama PM 715 /Velika Britanija)

1969:
- Reco In Reggaeland (LP: Pama ECO 14 /Velika Britanija)
- Rico & The Rudies: Blow Your Horn (LP: Trojan TTL 12 /Velika Britanija)
- Joe's All Stars: Brixton Cat (LP: Trojan TBL 104 /Velika Britanija)

1973:
- Listen To The World (LP: Decca /Velika Britanija); kot član skupine The Undivided

1976:
- Man from Wareika (LP: Island ILPS 9485 /Velika Britanija; LP: Blue Note /ZDA)

1979:
- The Specials (LP: 2Tone /Velika Britanija etc.); kot član skupine The Specials

1980: 
- Sea Cruise b/w Caroline (7" vinilka: 2Tone /Chrysalis CHSTT 15 /Velika Britanija)
- The Special AKA: Too Much Too Young (7" vinilkaEP: 2Tone CHSTT 7 /Velika Britanija)
- More Specials (LP: 2Tone /Chrysalis /Velika Britanija); kot član skupine The Specials

1981:
- That Man Is Forward (LP: 2Tone CHRTT 5005 /Velika Britanija)

1982:
- Jama Rico (LP: 2Tone CGRTT 5006 /Velika Britanija)
- Rico And The Special AKA: Jungle Music b/w Rasta Call You (2Tone CHSTT 19; 12" 2Tone CHSTT 1219 /Velika Britanija)

1994:
- Skaravan (Quattro QTCY 2036 /Japan); izdano tudi leta 1996 (Hannibal HNCD 1397 /Velika Britanija); kot član skupine Jazz Jamaica
- Jazz Jamaica: Jamaican Beat Vols. 1 & 2 (CD: EMI /Japonska); kot član skupine Jazz Jamaica
- Rico & His Band: You Must Be Crazy (CD: Grover /Nemčija)

1995:
- Wonderful World (CD: Parco /Quattro QTCY 2074 /Japonska)
- Rising In The East (CD: Jove: JOVECD 3 /Velika Britanija)

1996:
- Roots To The Bone (CD: Reggae Refreshers /Island); dokumentirana leta pri založbi Island Records, od 1976 do 1979

1997:
- Rico Rodriguez All Stars: Rico's Message. Jamaican Jazz (CD: Jet Star)

2000:
- Get Up Your Foot (CD: Grover Records/Nemčija)

2003:
- Togetherness (CD); posnetek koncerta v Argentini

2004:
- Trombone Man (dvojni CD: Trojan /Velika Britanija); retrospektiva ustvarjanja od 1962 do 1970

2006:
- JapaRico - Rico Rodriguez meets Japan (CD: Sony /Japonska); sodelovanje z japonskimi ska in reggae skupinami
- Wareika Vibes (CD: Jamdown /Velika Britanija)